# ПАЗ-3205
ПАЗ 3205 — 7-метровий автобус малого класу російського виробництва, що випускався на Павловському автобусному заводі з 1989 року.
Всього виготовлено понад 145 000 автобусів.

## Історія моделі[1]

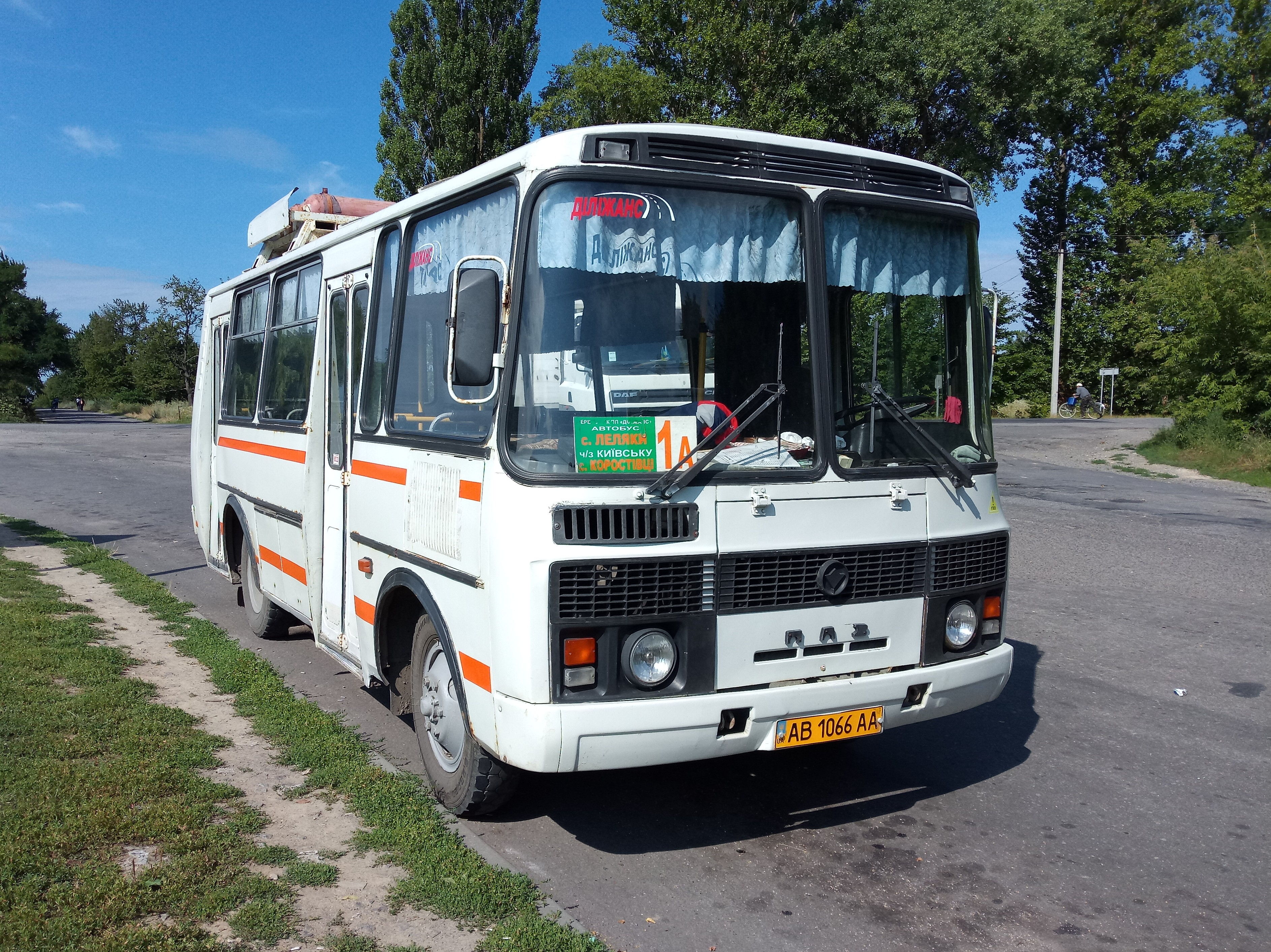
ПАЗ-32054 до модернізації

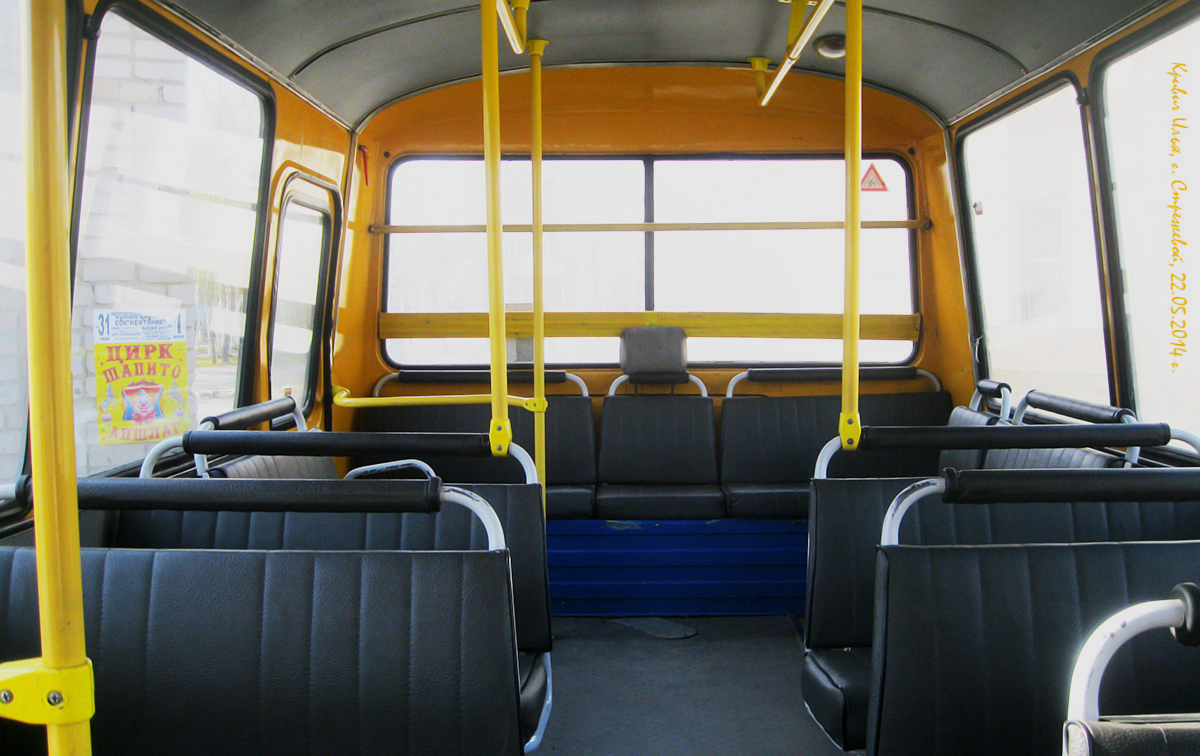
Салон ПАЗ-32053

Прототип автобуса ПАЗ-3205 — ПАЗ-665 — (неофіційно — «ПАЗік») створено на Павловському автобусному заводі ще 1966 року. Автобус мав два варіанти — міський ПАЗ-665 з двома двостулковими дверима і туристичний ПАЗ-665Т з одними дверима, що відкривалися вручну, та з міжміськими сидіннями в салоні. За виглядом кузова і компонуванням салону автобус нагадує пізнішу модель 3205. 1967 року туристичний автобус ПАЗ-665Т брав участь у міжнародному автосалоні у Франції і його відзначено Великою срібною медаллю Комісаріату Франції з туризму, призом відзнаки та медаллю автосалону.
Водночас на заводі готувались до випуску моделі ПАЗ-672, розробленої кількома роками раніше. Тому ідея запуску у серійне виробництво новоствореного автобуса не знайшла підтримки в Міністерстві автомобільної промисловості СРСР і ПАЗ-665 залишився експериментальною моделлю.
Після ПАЗ-665 створювались інші експериментальні машини, компонування яких було ідентичним майбутньому ПАЗ-3205. На початку 70-х років розробили автобус ПАЗ-3202, а 1975 року з'явилося одразу кілька екземплярів дослідних автобусів ПАЗ-3203 (міський), ПАЗ-32033 (приміський) і ПАЗ-3204 (підвищеної прохідності). Їх планували запустити в серійне виробництво 1979 року, але виникли непередбачені труднощі — Завод імені Ліхачова, агрегати якого (мости, КПП, рульовий механізм) мали використовувати в новій машині, відмовився постачати ці вузли.
Для виходу з ситуації вирішили використовувати агрегати ГАЗу — з'явилася модель ПАЗ-3205. На її створення пішло ще кілька років і 1981 року випустили перші дослідні зразки — ПАЗ-3205 з одними автоматичними і одними дверима ручного відкривання, — і один зразок із ручними дверима і ПАЗ-32051 з двома автоматичними дверима. Проте автобуси вимагали подальшого доопрацювання. Лише 1986 року на Павловському автозаводі організували дрібносерійне виробництво ПАЗ-3205, а повністю відмовитися від виробництва морально застарілої шістсот сімдесят другого моделі завод зміг лише 1989 року.
ПАЗ-3205 значно відрізнявся від попередника найперше просторішим салоном і великою площею засклення кузова. Однак автобус програвав у порівнянні з попередньою дослідною моделлю, ПАЗ-3203, оскільки ГАЗівські агрегати були менш надійними, ніж комплектуючі ЗІЛа. На автобусі встановлювався двигун ЗМЗ-5112, потужністю 125 кінських сил, що лише на 10 кінських сил більше, ніж у ПАЗ-672, коробка передач вантажівки ГАЗ-3307, мости і гальмівна система виробництва ГАЗу, кермовий механізм МАЗу.
З 1989 по 1991 роки автобуси ПАЗ-3205 поставлялися практично в усі куточки СРСР — в перспективі вони мали замінити собою 672-гу модель. Але розпад Радянського Союзу і подальша економічна криза спричинила різкий спад виробництва на Павловському автозаводі. Однак 1991 року на конвеєр запущено міську модифікацію ПАЗ-32051, а 1995 року — автобус ПАЗ-3205-07 з дизельним двигуном ММЗ Д-245.7 білоруського виробництва.
У другій половині 90-х років кількість замовлень у Павловського заводу істотно збільшилася. Завдяки дешевизні пази поступово стали витісняти з міських вулиць автобуси великої місткості, оскільки перевізники часто не мали коштів для закупівлі місткішого рухомого складу. Водночас в кінці 90-х років почастішали випадки аварій автобусів ПАЗ-3205, спричинені ненадійною пневмогідравлічною гальмівною системою, а також порушенням правил експлуатації автобусів — неякісне технічне обслуговування, перевантаження тощо.
2000 року на заводі почали виробництво надійніших модифікацій ПАЗ-32053 (однодверний) і ПАЗ-32054 (дводверний) — з мостами Рязанського заводу автоагрегатів (РЗАА) і, найголовніше, новою пневматичною гальмівною системою. 2002 року автобуси ПАЗ-32053/32054 були оснащені ABS, і, крім мостів РЗАА, стали комплектуватися також мостами Канаського автоагрегатного заводу (КААЗ). Слід зазначити, що колія передніх коліс у машин, оснащених мостами РЗАА, ширше, ніж у тих, на яких стоять мости ГАЗ і КААЗ. ПАЗ-32053 і ПАЗ-32054 поступово витіснили ПАЗ-3205 і ПАЗ-32051 з автобусного ринку.
2002 року відбулися незначні зміни в зовнішньому вигляді автобусів. Задні аварійні двері автобусів ПАЗ-3205 і ПАЗ-32053, які раніше знаходилися на рівні підлоги автобуса, піднято до рівня дорожнього просвіту, при цьому зменшено розміри вікна аварійних дверей. Поручні в салоні автобуса «одягли» в жовту обкладку.
На початку 2007 року автобуси ПАЗ-3205 зазнали більшої модернізації. Перш за все, замість білоруської ABS «Екран» і українського компресора, які регулярно виходили з ладу, стали використовуватися німецькі агрегати. Стики кузова стали проклеювати спеціальною стрічкою для захисту від корозії, а передок отримав нове пластмасове облицювання сірого кольору. Зміни торкнулися також і салону автобуса. На підлогу настелили добре просочену фанеру, стіни замість ДСП обшили пластиком, а двері стали робити з оцинкованої сталі і з захисними профілями шибок. Кабіну водія відокремили від салону неповною перегородкою, перемикач світла фар перенесли з підлоги на рульову колонку, поставили дзеркала з електропідігрівом. Покупці отримали можливість замовити колірне рішення екстер'єру та інтер'єру (забарвлення кузова, включаючи пластикові деталі екстер'єру, робоче місце водія, внутрішні панелі боковин і стелі, пасажирські сидіння) відповідно до схеми фарбування та оздоблення.
Попри зміни в кращий бік, ПАЗ-3205 морально і технічно застаріла модель. Коробка передач від вантажівки ГАЗ-53 (знята з виробництва 1992 року), ненажерливий карбюраторний двигун ЗМЗ, що відповідає нормам Євро-1 і «тракторний» дизель ММЗ — все це, разом із застарілим дизайном автобуса давно потребує заміни. Павловський завод має кілька сучасних розробок на заміну ПАЗ-3205 — зокрема, автобуси модельного ряду ПАЗ-3203/3204 і низькопідлоговий автобус ПАЗ-3237. Проблемою є висока вартість цих машин — автоперевізники як і раніше воліють купувати дешевий ПАЗ-3205.

## Двигуни
- 4,67 л ЗМЗ-5234 V8 130 кінських сил 314 Нм
- 4,75 л ММЗ Д-245.7 І4 139 кінських сил 455 Нм

## Заводське розфарбування автобусів

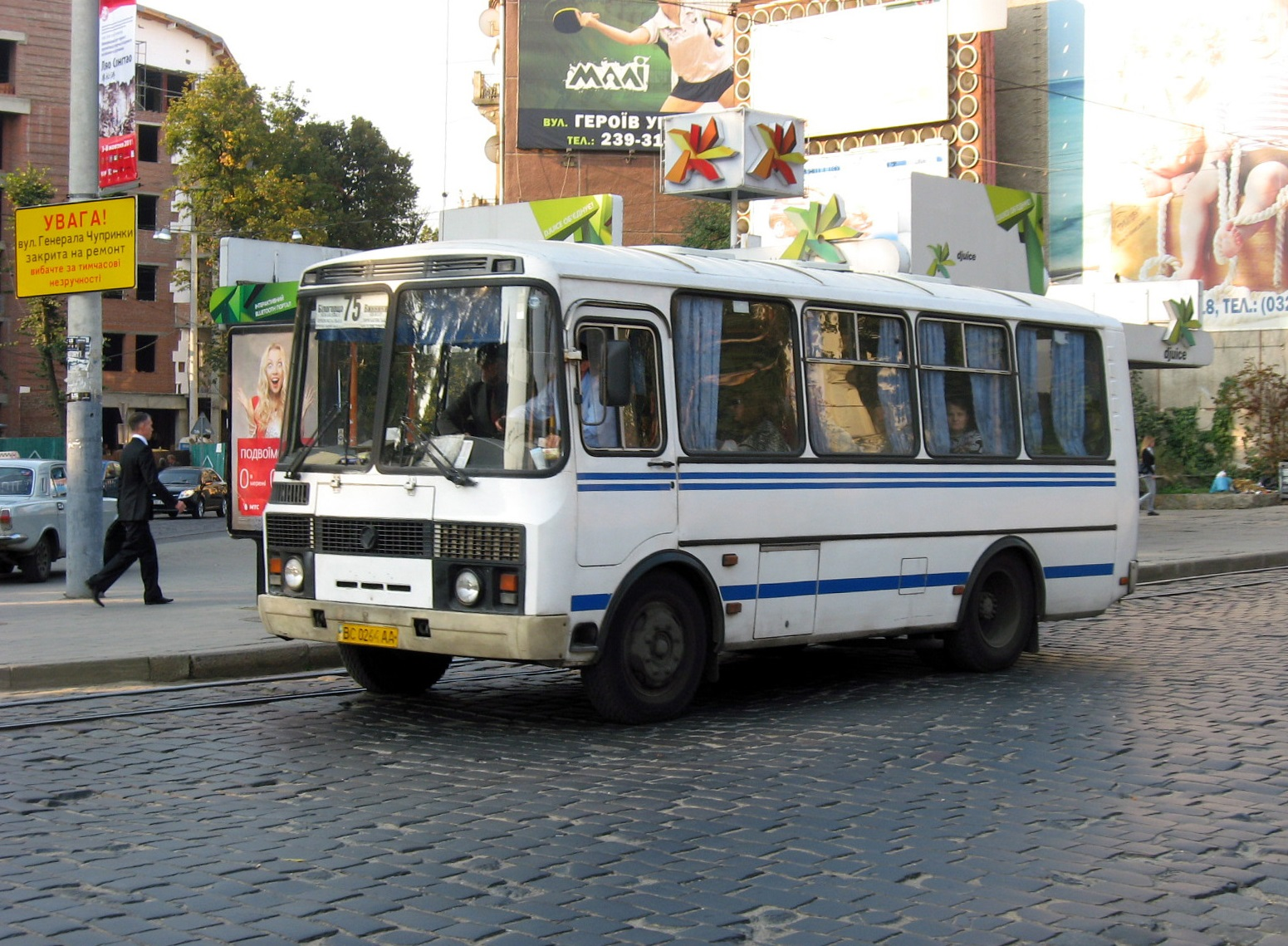
Автобус заводських кольорів

Стандартне розфарбування ПАЗ-3205 спершу було червоним з білим низом. З 1991 року стали застосовувати різні варіанти забарвлення, переважно білий колір з різнокольоровими смугами, різної ширини. З 2002 року стандартним для ПАЗів став однотонний білий колір з самоклейними смужками різних кольорів по бортах кузова. Модернізація 2007 року знову вплинула на схему забарвлення — автобуси фарбують світло-зеленим, бежевим і світло-сірим основними кольорами зі смужками різного кольору на бортах.

## Модифікації автобуса ПАЗ-3205
Коли ПАЗ-3205 став випускатися серійно в 1989 році, підприємство пропонувало замовникам лише стандартну пасажирську модифікацію. Але в ринкових умовах завод був змушений шукати різних постачальників комплектуючих, а також розширювати лінійку продукції згідно з вибором замовника. Нині Павловський автобусний завод виробляє декілька різних модифікацій ПАЗ-3205, які розрізняються за комплектацією і призначенням.
У базовий індекс моделі закладено інформацію про кількість і тип дверей пасажирського салону і тип гальмівної системи, яка встановлюється на автобусі.
ПАЗ-3205 — Первісток заводу з одними автоматичними передніми дверима й аварійними ручними задніми. Обладнаний гідропневматичними гальмами і мостами ГАЗ. З другої половини 90-х років випускався під індексом 3205-110. В наш час[коли?] знято з виробництва.
ПАЗ-32051 — Дводверний варіант автобуса ПАЗ-3205, що випускався серійно з 1991 року. З другої половини 90-х років випускався під індексом 32051-110. В наш час[коли?] знято з виробництва.
ПАЗ-32052 — Маршрутне таксі на базі автобуса ПАЗ-3205 (дослідна модифікація). Всього було збудовано три машини з таким індексом. Перша з них з'явилася 1997 року і відрізнялася від серійних ПАЗ-3205 лише наявністю газобалонного обладнання. Два інших зразки, збудовані в 2001—2002 роках, мали більші відмінності. До салону вели одні чотиристулкові двері, збільшені вдвічі у порівнянні з дверима ПАЗ-3205/32051 і розташовані в базі автобуса. Скління автобуса було змінено, а над лобовим вікном розташували маршрутовказівник. Остання машина, збудована 2002 року, до того ж мала змінений дизайн передка і тоноване скло. У 2002—2004 роках її представляли на кількох російських автовиставках. Серійне виробництво модифікації ПАЗ-32052 не почалось через відсутність замовлень.
ПАЗ-32053 — Модернізований автобус ПАЗ-3205, що відрізняється від базової моделі надійнішими пневматичними гальмами. На автобус також встановлюються мости РЗАА або КААЗ. Базова модифікація оснащена карбюраторним двигуном ЗМЗ-5234.10.
ПАЗ-32054 — Дводверний варіант автобуса ПАЗ-32053, обидва двері автоматичні.
До базового індексу моделі через тире записується двозначний індекс модифікації, перша цифра якого вказує на призначення автобуса, а друга — на тип двигуна (виняток — газобалонний ПАЗ-3205-10).
ПАЗ-3205-10 — Автобус, призначений для роботи на стиснутому газі, дослідний екземпляр випущено 1997 року. Газові балони цієї машини заховані під спеціальним кожухом на даху, встановленому на місці третього люка. Автобус так і залишився дослідним. Водночас багато перевізників самостійно переробляють карбюраторні автобуси ПАЗ-3205 для роботи на стиснутому газі. У таких машин над третім люком (а іноді і в задньому звісі автобуса) встановлено газові балони, не прикриті кожухом.
ПАЗ-3205-20 — Вантажопасажирський варіант автобуса ПАЗ-3205, випускається в кількох варіантах з різним об'ємом вантажного відсіку, який розташований в задній частині кузова. 16 посадкових місць. Задні аварійні двері в таких автобусах відсутні — їхні функції виконують двері вантажного відсіку в задній панелі. Об'єм вантажного відсіку може варіювати від 5,3 до 15 м³ відповідно до побажань замовника.
ПАЗ-3205-30 — Автобус для інвалідів, обладнаний гідропідйомником і кріпленнями для колясок. Розроблений 1998 року і спочатку мав індекс ПАЗ-3208.
ПАЗ-3205-40 — Самохідне шасі на базі вузлів і агрегатів автобуса ПАЗ-3205. У 1970-1980-х роках минулого століття Радянський Союз здійснював значні обсяги поставок самохідних шасі на базі автобуса ПАЗ-672 на Кубу, де замовник монтував на нього свої кузови. У зв'язку з припиненням випуску шістсот сімдесят другої моделі планувалося продовжити постачання шасі вже на базі ПАЗ-3205. Перед розпадом СРСР на Кубу відправили лише незначну кількість шасі ПАЗ-3205-40.
ПАЗ-3205-50 — варіант «Люкс», розроблений на початку 90-х років минулого століття. Перші дослідні автобуси мали індекс ПАЗ-3205Т. Від стандартних автобусів відрізняється установкою м'яких нерегульованих крісел в салоні на надбудові (подіумі), наявністю багажних полиць над сидіннями вздовж вікон і багажного відсіку об'ємом близько 2 м³ у задній частині салону.
ПАЗ-3205-60 — північний варіант автобуса, розроблений у 1980-их роках, перший дослідний зразок, що називався тоді ПАЗ-320501, з'явився 1984-го року. Однак на конвеєр автобус поставили лише в 1990-их роках. Від базової моделі відрізняється поліпшеною термоізоляцією, подвійним склом, повністю відгородженою від салону кабіною водія. Система опалення калориферна — від радіатора і 3 опалювачів, підключених до системи охолодження двигуна. За бажанням замовника встановлюються також автономні опалювачі.
ПАЗ-3205-70 — спочатку цей індекс мав дизельний автобус ПАЗ-3205, який з'явився 1995 року. Однак незабаром його змінили на ПАЗ-3205-07, а під індексом ПАЗ-3205-70 нині випускається шкільний автобус. Від базової моделі відрізняється чотирма сходинками, з яких нижня — висувна, сидіннями з напівм'якою високою спинкою, ременями безпеки на кожному сидінні, кнопкою сигналу водієві біля кожного місця. Також автобус обладнаний полицями для ранців школярів, передбачено місце для двох інвалідних колясок у складеному стані. По периметру кузова нанесено світлоповертаючу смугу, а на даху встановлено мегафон.
ПАЗ-3205-80 — похоронними автобусами в більшості міст Радянського Союзу були автобуси ПАЗ-672, переобладнанням яких під ритуальні машини займався Арзамаський завод комунального транспорту. Зараз цю функцію виконує ПАЗ-3205-80, виготовлений Павловським автобусним заводом. Як і у вантажопасажирської версії (ПАЗ-3205-20), аварійними дверима є службові двері в задній панелі кузова. Боковини автобуса можуть бути повністю заскленими або частково глухими. У салоні сидіння встановлені вздовж бортів автобуса, підлога в задній частині салону має настил з оцинкованого листа для установки труни. На бортах автобусів ПАЗ-3205-80 зазвичай нанесено чорну смуга.
Спецавтобуси ПАЗ-3205 залежно від побажань замовника можуть виготовлятись за індивідуальними проектами. Серед послуг з доопрацювання автобуса — установка м'яких сидінь, перегородок, кондиціонерів, індивідуальної вентиляції та освітлення, стереосистеми та відеосистеми, стаціонарних столиків і багато іншого. За спецзамовленням на Павлівському автозаводі можуть робити пожежні, штабні, представницькі автобуси, автобуси-кемпери і спецлабораторії. Обладнання медичних автобусів ПАЗ-3205, таких як пересувний стоматологічний кабінет або пересувний флюорограф, займається ТОВ «ТД Ворсма».
Залежно від типу двигуна існують такі індекси модифікацій:
ПАЗ-3205-03 — Автобуси, оснащені польськими дизельними двигунами Andoria.
ПАЗ-3205-04 — Автобуси, оснащені дизельними двигунами Deutz.
ПАЗ-3205-05 — Автобуси, оснащені дизельними двигунами Cummins.
ПАЗ-3205-07 — Автобуси, оснащені білоруськими дизельними двигунами ММЗ Д-245.7. Перші машини, випущені 1995 року, мали індекс ПАЗ-3205-70. Серед усіх модифікацій, оснащених дизельними двигунами, ПАЗ-3205-07 отримав найбільше поширення через невисоку вартість білоруського силового агрегату.
ПАЗ-320507 — Експортні автобуси, так званий «тропічний» варіант для країн з жарким кліматом. Від стандартних автобусів відрізняються великими кватирками, які займають 2/3 вікна, іншою конструкцією вентиляційних люків на даху і трохи зміненим дизайном передка. Такі автобуси постачаються до В'єтнаму, Узбекистану, Казахстану тощо.

## Автобуси, створені на базі ПАЗ-3205

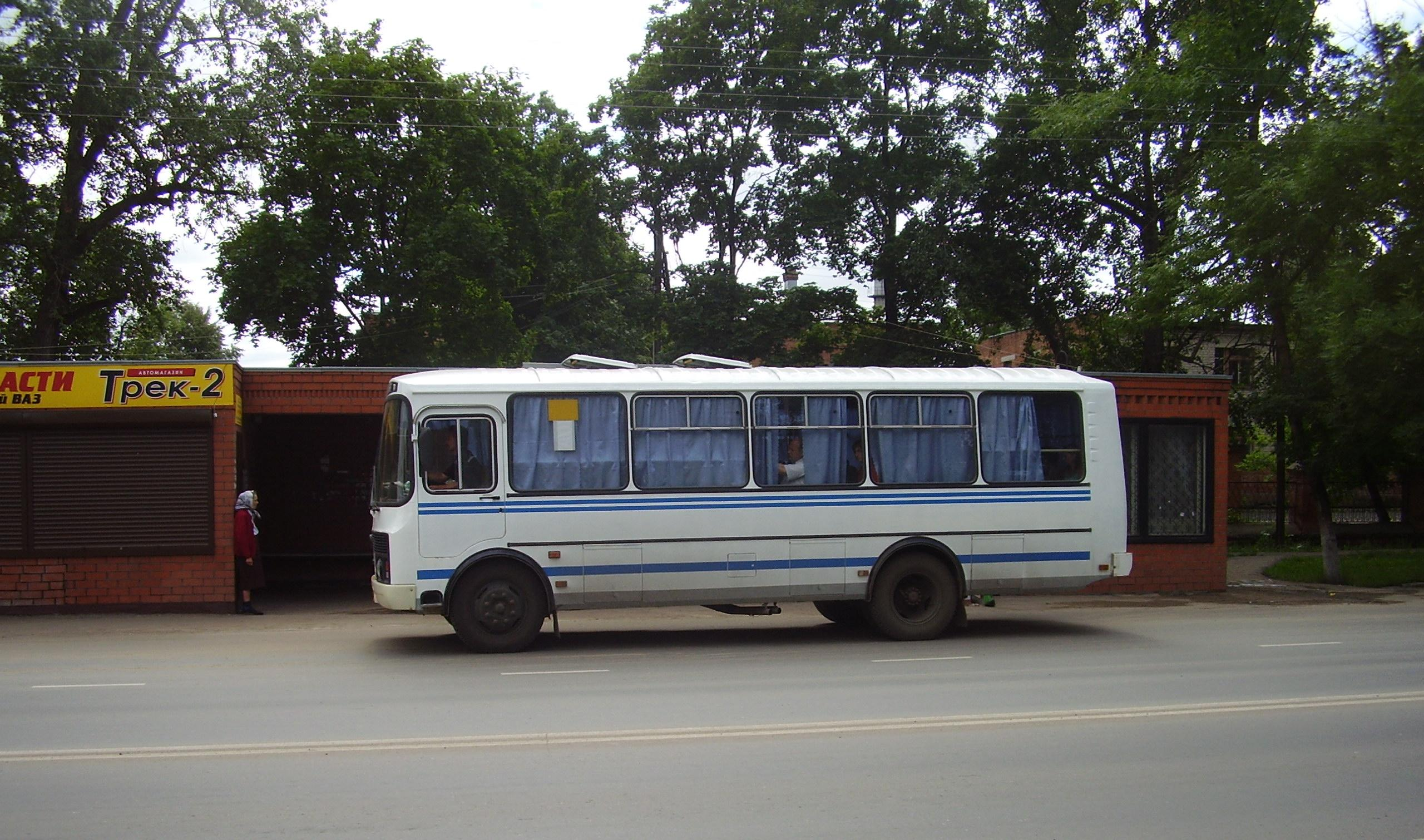
ПАЗ-4234

ПАЗ-3206 — Повнопривідний варіант автобуса ПАЗ-3205, перші дослідні зразки з'явилися 1986 року. На відміну від ПАЗ-3205, його повнопривідна версія досі випускається з мостами ГАЗ, гідропневматичними гальмами і без ABS. Існує кілька модифікацій цього автобуса, зокрема, шкільний автобус ПАЗ-3206-70.
ПАЗ-3798 — ізотермічний фургон на базі автобуса ПАЗ-3205.
ПАЗ-3975 — пересувна лабораторія для комплексного обстеження спортсменів на місцях проведення змагань. Модель розробили на замовлення Держкомспорту СРСР 1987 року.
ПАЗ-4234 «Мрія» — автобус з подовженою базою, створений на основі ПАЗ-3205.
АС-Р 3205-07 — автобус з іншими сидіннями, ремнями безпеки, сигнальними маячками, іншим логотипом, створений на основі виготовленого ПАЗ-3205.
Спеціальні вантажні автобуси-пікапи для використання на території заводу. На шасі встановлюється передня частина автобусного кузова, задня частина є відкритою бортовою платформою. Залежно від потреб цеху, який обслуговує машина, може бути коротше або довше, щоб перевозити одночасно і вантажників, і експедиторів. Автобуси-пікапи не проходили випробування на сертифікацію, однак їх досить часто можна зустріти на вулицях Павлово, оскільки є дозвіл від Державної автоінспекції на використання таких машин для потреб заводу в межах заводського селища.

## Конкуренти
- БАЗ-А079
- Богдан А092
- ЗАЗ А07А
- ГалАЗ-3207
- ГалАЗ-3209
- Рута 43